# Skjalm Hvide
Skjalm Hvide (né au cours de la première moitié du XIe siècle mort après 1102) , est un grand propriétaire foncier danois, père d'Asser Rig  et père nourricier de Knud Lavard.

## Biographie
Skjalm Hvide est l'un des hommes les plus puissants de son temps dans le royaume de Danemark. Fils de Toke Trylle c'est un chef seelandais qui dispose de grandes propriétés foncières autour de Sorø dans le Sjælland. Il est considéré comme l'ancêtre de la puissante famille Hvide.
Il participe avec le roi Svend Estridsen, à la bataille de Niså en 1062, où il est blessé et capturé par Harald III de Norvège,  il réussit cependant à s'échapper. Vers 1090, pendant le règne d'Oluf Hunger, après l'assassinat à Falster, de son frère Avte par un roi Wende, il arme lui-même une flotte qu'il mène contre Wolin (Julin). Quelques années plus tard Skjalm Hvide et Erik Ejegod organisent une autre expédition maritime, cette fois contre Rügen. Les Wendes sont vaincus et la zone est placée sous l'autorité de Skjalm Hvide, qui aurait été le premier à lever tribut sur l'île, comme le mentionnera ultérieurement Saxo Grammaticus. Après cet événement d'Erik Ejegod, le nomme percepteur de tribut pour l'île. Dans un passage ultérieur de Saxo, il est précisé que Skjalm aurait été chargé d'assurer la paix entre les convertis et les Danois et de contrôler les Wendes. Selon Saxo, Skjalm Hvide devait être également chargé de prélever les taxes sur la Seeland, et d'assurer le « commandement des troupes  », la signification exacte de cette fonction reste controversée.
Les années suivantes, Skjalm Hvide demeure étroitement lié à Erik Ejegod, lorsque le roi et la reine partent en pèlerinage en Terre Sainte ils lui confient leur fils unique , Knud Lavard qui sera élevé avec ses propres fils, Asser Rig et Ebbe Skjalmsen (Hvide) (mort vers 1186). En plus de ces derniers, son épouse Signe lui donne  également comme enfants:  Toke Skjalmsen (Hvide) mort vers 1161, Cecilie Skjalmsdatter (Hvide) épouse de Peder Thorstensen de Borg, Magga Skjalmsdatter qui se retire comme veuve à l'abbaye de Roskilde,   Margrete nonne à l'abbaye de Roskilde.
Ses propriétés s'étendaient probablement à Jørlunde où il fait édifier une église vers 1100 qui est l'un des plus anciens sanctuaires de Seeland et à Haverup Ore, puisque ses descendants possédaient des domaines à ces endroits. Il était sans doute aussi propriétaire de  Fjenneslev, où, d’après le registre des sépultures, il fut inhumé initialement dans l'église avant que sa dépouille ne soit transférée à l'église de l'abbaye de Sorø par son petit-fils Abasalon. Sur sa tombe se trouve une plaque de plomb, probablement de la fin du XIIe siècle avec l'inscription spécifiant que le grand-père d'Absalon, Skjalm, se trouve en ce lieu.

## Sources
- (da) « Skjalm Hvide », Den Store Danske, Gyldendal (consulté le 16 mars 2019)
- (da) Dansk biografisk Lexikon / VIII. Bind. Holst - Juul /  Hvide Skjalm p. 194-195